# Marche de la Garde consulaire à Marengo

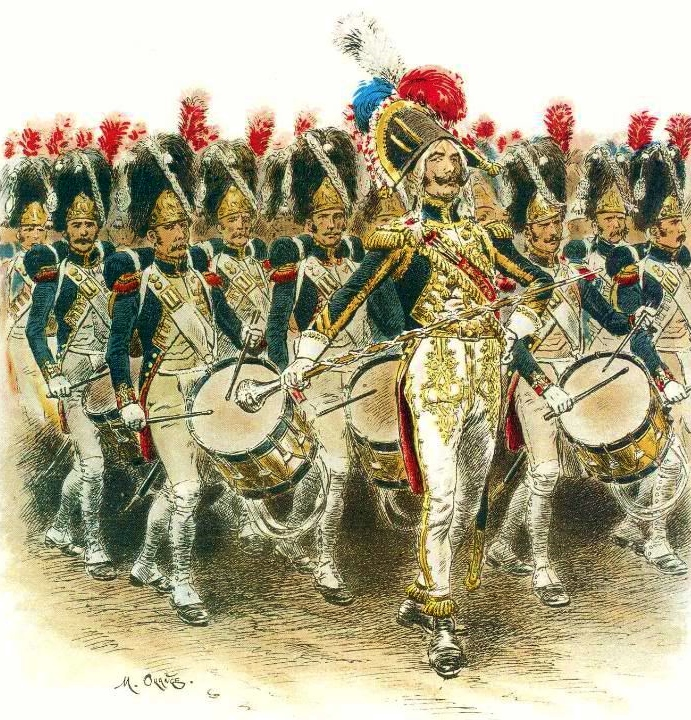
Fanfare des grenadiers à pied de la Garde impériale.

La Marche de la Garde consulaire à Marengo ou dite plus couramment Marche consulaire est une marche composée par Guillardel, chef de la musique des grenadiers à pied de la Garde des consuls, à l'époque du Consulat en France. Cette marche a été nommée d'après la bataille de Marengo (1800), et probablement composée et jouée la première fois lors de cette bataille, sous le titre Pas de charge de la Garde consulaire à Marengo.

## Usage
Pendant le Premier Empire, cet hymne a remplacé La Marseillaise comme hymne national, avec Veillons au salut de l'Empire et aussi le Chant du départ.
Elle est exécutée lors de très nombreuses cérémonies officielles ou défilés militaires comme le défilé militaire du 14 Juillet, et fait partie du répertoire habituel de la Garde républicaine.
Les paroles de la prière du para sont chantées sur l'air de la Marche de la Garde consulaire depuis 1961 à l'initiative d'un élève de l'EMIA (Bernachot). Ce chant est devenu depuis le chant de tradition de l'École militaire interarmes[réf. nécessaire].